# Newsboys
Newsboys es una banda de rock cristiano fundada en 1985 en Queensland, Australia. Han grabado más de 16 álbumes de estudio, seis de los cuales fueron certificados como oro. Han sido condecorados y nominados en varias premiaciones musicales tales como los GMA Dove Awards y los Premios Grammy.
En la actualidad, la banda está integrada por el vocalista y exmiembro de DC Talk, Michael Tait, el teclista Jeff Frankenstein, el guitarrista Jody Davis, el baterista Duncan Phillips y por el vocalista y guitarrista Peter Furler y el bajista Phil Joel, quienes tras mucho tiempo alejados de la banda volvieron como integrantes oficiales.

## Historia

### Años 1980
El grupo fue formado en 1985 en Mooloolaba, Queensland, Australia por dos jóvenes: Peter Furler y su compañero de colegio George Perdikis. Luego se unieron el mejor amigo de Furler, John James, y el bajista Sean Taylor. En un principio, la banda se llamó The News, tocaban en tabernas, iglesias y auditorios realizando covers hasta que empezaron a crear sus propios temas. En el año 1987 lanzaron su primer demo en Australia llamado Coming Back. Una vez que llegaron a Estados Unidos, se cambiaron de nombre a Newsboys para evitar posibles conflictos por el nombre con Huey Lewis and the News. En 1988, lanzaron en Estados Unidos su primer disco de estudio: Read All About It, luego de firmar con la discográfica Refuge Communications.

### Años 1990
Más adelante firmaron con Star Song Communications y lanzaron dos álbumes en 1990 y 1991: Hell Is for Wimps y Boys Will Be Boyz, respectivamente. Ninguno de los tres álbumes generó mucha atención por parte del público, por lo que la alineación de la banda cambió con cada producción.
No fue hasta 1992 con Not Ashamed(que contiene una versión de la canción "Boycott Hell" de DeGarmo & Key ) cuando la banda captó la atención en el ámbito cristiano con su segundo video homónimo que siguió un año después. El cantautor y productor Steve Taylor empezó a asociarse con el grupo y llegó a producir las grabaciones y las letras de gran parte de las canciones. Furler, sin embargo, seguía siendo el principal escritor. Siendo John James el principal vocalista de la banda, con este álbum compartió voz con Furler. Así continuaron hasta la partida de James.
En 1994, envueltos en continuos cambios en la formación (como la adición de Jody Davis y Duncan Phillips, hoy pilares en el grupo), Newsboys lanzó Going Public, su quinto disco y primer éxito real. Esta producción resultó ser un punto importante en la historia del grupo pues al año siguiente ganaron un Premio Dove en la categoría de "Álbum de rock del año". De este álbum destacaron los éxitos: «Spirit Thing», «Let It Rain» y principalmente «Shine», que ganó otro Premio Dove por "Canción grabada rock del año". En 2006, la revista CCM Magazine incluyó a «Shine» entre las diez primeras de su ranking de las 100 Grandes Canciones de la música cristiana.
Take Me to Your Leader de 1997 se grabó con nuevos nombres en la formación: Phil Joel y Jeff Frankenstein. De este lanzamiento destacaron canciones como «God Is Not a Secret», «Reality», «Breakfast» y el tema que le da nombre al disco. Este álbum le dio al grupo su tercer Dove, esta vez por "Recorded Music Packaging of the Year". «Reality» inspiró a la única película de Newsboys: Down Under the Big Top.
A finales de ese año, James anunció su retiro de la banda debido a su adicción a las drogas y el alcohol. Con su partida, Furler dejó la batería para ser la voz principal y por ende, se realizaron audiciones para el puesto ahora vacante en la batería. Finalmente, Duncan Phillips, que tocaba los teclados y la percusión tomó las baquetas. Entre 1998 y 2003, la alineación del grupo fue la misma: Furler en la voz, Phil Joel en el bajo, Jody Davis en la guitarra, Jeff Frankenstein en los teclados y Phillips en la batería.
La primera producción post-James se tituló Step Up to the Microphone y fue bien recibida. La canción «Entertaining Angels» ganó el Dove en 1999 por "Video musical en formato corto del año". Ese año lanzaron Love Liberty Disco, el único disco del grupo con un sonido diferente al de su estilo pop rock. Aun así, produjo varios éxitos como «Beautiful Sound» y «Love Liberty Disco». El LLD tour fue de modo significativo más exitoso que el mismo álbum. Furler, junto a Wes Campbell, fundó Inpop Records, una discográfica de música cristiana contemporánea independiente.

### Años 2000
En 2000, Newsboys encabezó la gira Festival con Dios junto a Audio Adrenaline y The O.C. Supertones. En esa época, Newsboys lanzó una compilación de grandes éxitos, Shine: The Hits, que no adjuntó canciones de Love Liberty Disco pero incluyó cuatro canciones inéditas. En 2002, la agrupación lanzó Thrive y grabó el tema «In the Belly of a Whale» para la banda sonora de la película de Veggie Tales, Jonah: A VeggieTales Movie.
Luego vinieron dos álbumes de alabanza y adoración: Adoration: The Worship Album de 2003 y Devotion de 2004. A fines de 2003, Davis dejó el grupo y fue reemplazado por Bryan Oleson en la guitarra. Dos años más tarde, los Newsboys fueron los coautores de un libro de devociones escrito por Jim Laffoon titulado Our Daily Blog. Fue publicado por Inspiro y distribuido el 1 de noviembre de 2005. Al año siguiente, Oleson abandonó la banda para centrarse en su propio grupo Casting Pearls y en su reemplazo ingresó Paul Colman, exmiembro de Paul Colman Trio.
Más éxitos radiales llegaron en 2006 con una versión en vivo de «I Am Free» (escrita originalmente por Jon Egan de Desperation Band) y «Wherever We Go». El 31 de octubre, lanzaron el disco GO. David Eri apareció como coescritor y las canciones «In Wonder» y «Something Beautiful» se desprendieron como hits en la radio. En diciembre, Phil Joel anunció su retiro de la banda para ejercer sus propios proyectos y álbumes. El 8 de mayo de 2007, el conjunto lanzó GO Remixed, compuesto por nuevas versiones de los temas del disco anterior e incluyó remixes de Tedd T., Jeff Frankenstein, Max Hsu de Superchick y Lee Bridges.
El 20 de noviembre, Newsboys lanzó su segundo álbum compilatorio bajo el nombre de The Greatest Hits. El trabajo de 18 canciones contiene dos temas inéditos: «I Fought the La...» y «Stay Strong». Le siguió Newsboys Live: Houston We Are GO, un combo CD/DVD de una presentación del GO Tour, que salió al mercado el 30 de septiembre de 2008. La banda, con la participación de Steve Taylor como vocalista, grabó «Yo Ho Hero» para el soundtrack de The Pirates Who Don't Do Anything: A VeggieTales Movie.

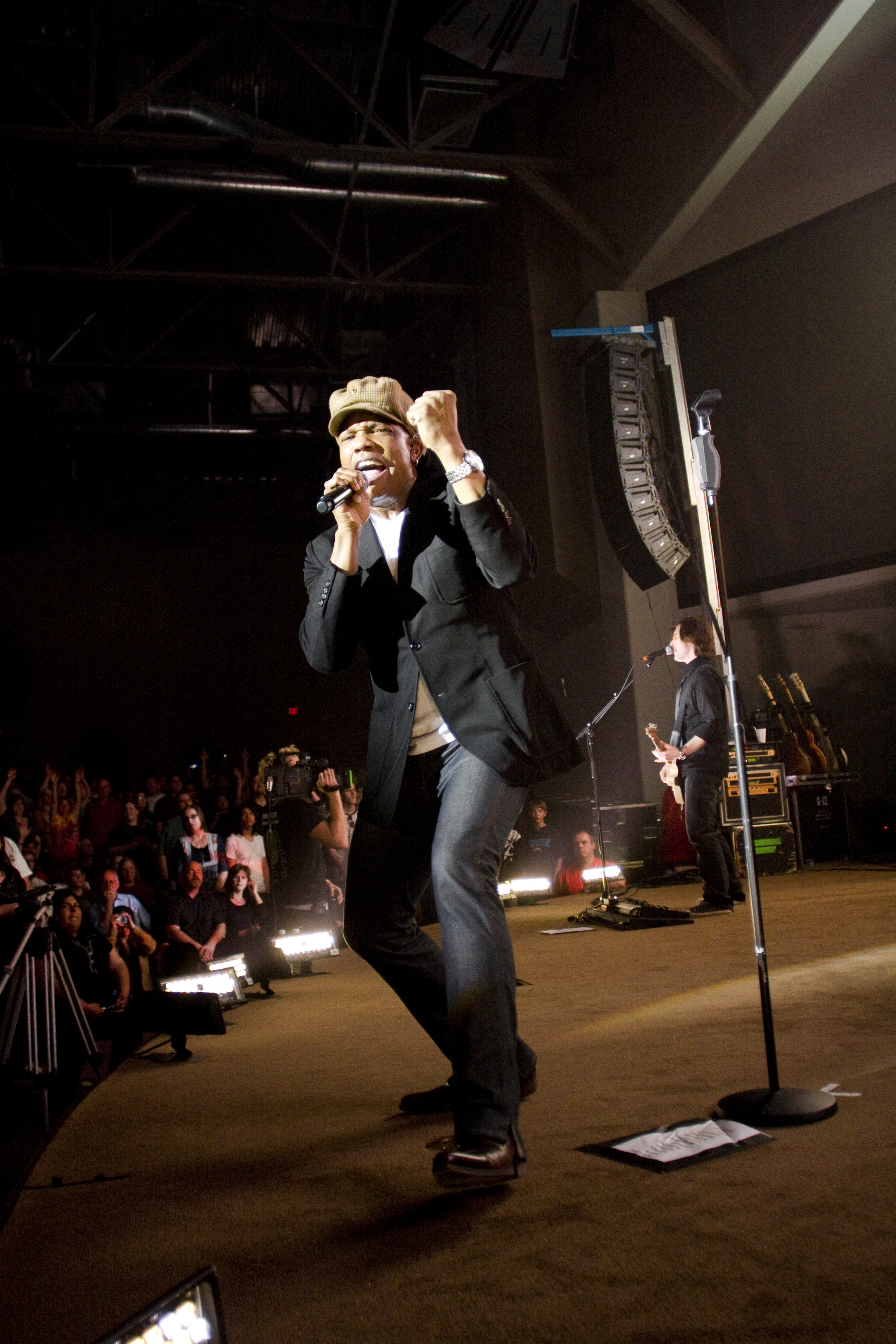
Michael Tait, actual vocalista de Newsboys.

El 5 de enero de 2009, Colman dejó Newsboys para volver a sus proyectos como solista. Al mismo tiempo se anunció el regreso de Jody Davis, luego de 5 años. "Estoy muy contento de regresar a la banda y con mis compañeros, que son algunos de mis mejores amigos, este es un gran cambio en mi vida y espero la gira y el nuevo disco con entusiasmo", dijo Davis.
La agrupación anunció que Furler, miembro de Newsboys desde su fundación, decidió dejar el puesto de vocalista para continuar su labor como escritor y productor de la banda. El 9 de marzo de 2009, Michael Tait, exmiembro de dc Talk, se convirtió en el nuevo vocalista. "Michael Tait saldrá de gira con la banda como cantante mientras que Peter hará algunas apariciones especiales durante el año. Peter seguirá con la banda aportando su característica composición de canciones y producción, mientras enfoca su carrera profesional hacia futuras grabaciones de Newsboys". El 17 de marzo, Tait realizó su primer concierto completo como cantante principal en Highlands Ranch, Colorado.
El 5 de mayo, Newsboys lanzó In the Hands of God (Inpop Records, aún con Furler como vocalista) con Max Hsu (Superchick y tobyMac) como productor del álbum. El siempre colaborador del grupo Steve Taylor coescribió casi todas las canciones y cantó en una de ellas. Durante un concierto realizado en Orlando el 11 de septiembre, Furler anunció que esta sería su última aparición con la banda.

### Años 2010
El primer álbum de estudio de Newsboys con Michael Tait llevó el nombre de Born Again y fue lanzado el 13 de julio de 2010. Debutó en el cuarto puesto de Billboard 200, su más alta posición y llegó a vender 45.000 copias en su primera semana. El sencillo que da nombre al disco llegó al segundo lugar del ranking de Christian Songs. El 12 de octubre lanzaron el álbum navideño, Christmas! A Newsboys Holiday. En 2011, «City to City» de GO Remixed apareció en el tráiler de la película de Disney Pixar, Cars 2.
God's Not Dead fue lanzado el 15 de noviembre de 2011. El sencillo «God's Not Dead (Like a Lion)» llegó en el listado de Hot Christian Songs al segundo puesto. Luego de un álbum en vivo, Newsboys lanzó Restart, el decimosexto álbum de la banda, lanzado el 10 de septiembre de 2013 con 11 canciones. La edición Deluxe del mismo álbum cuenta con otras 5 canciones. La gira empezó  un tour del 20 de septiembre al 27 de octubre de 2013 y la banda formó parte del Winter Jam Tour 2013 desde noviembre hasta marzo de 2014.
Newsboys también hicieron acto de aparición en la trilogía filmográfica de Dios no está muerto, en 2014 y 2016, año en el que lanzaron el disco Love Riot.

### Retorno de Furler y Joel
A finales de 2017 se anunció que Peter Furler y Phiel Joel participarían en la gira mundial de Newsboys llamada Newsboys United Tour, programada para 2018. Además, confirmaron la preparación de un nuevo álbum titulado United, junto a Furler y Joel, icónicos integrantes de la banda en sus inicios. El disco finalmente fue lanzado el 10 de mayo de 2019.
Durante la Semana Santa de 2020 en plena pandemia del COVID-19 la banda se reunió virtualmente en la web para relanzar su famosa canción "We believe" esta vez desde la casa de cada integrante y en vivo

## Miembros de la banda

### Actuales:
- Adam Agge (2023-presente)
- Duncan Phillips - Batería y percusión (1993 - presente)
- Jeff Frankenstein - Teclados y voz de fondo (1994 - presente)
- Jody Davis - Guitarra y voz de fondo (1992 - 2003, 2009 - presente)

### Exmiembros
Vocalistas
- John James (1986 – 1997) Dejó el grupo tras reconocer su adicción a las drogas y el alcohol
- Peter Furler (1998-2009)
- Michael Tait (2010-2025)

Batería
- Peter Furler (1985 – 1997) Cambió a voz principal.

Guitarra
- George Perdikis (1985 – 1987, 1989 – 1990) Dejó el grupo antes de su álbum debut, sin embargo coescribió varias canciones de él.
- Phil Yates (1987 – 1989)
- Jonathan Geange (1990 – 1991, 1992) Regresó poco después de que Vernon Bishop se retire pero antes de que Jody Davis se integre.
- Vernon Bishop (1991 –1 992)
- Randy Williams (2003) Reemplazó a Jody Davis en varias presentaciones hasta la llegada de Bryan Olesen.
- Bryan Olesen (2003 – 2006) Dejó el grupo para integrarse a VOTA.
- Paul Colman (2006 – 2009) Dejó la banda para concentrarse en su carrera solista y en Paul Colman Trio.

Bajo
- Sean Taylor (1986 – 1992) Dejó la agrupación para continuar una carrera en educación.
- Kevin Mills (1992 – 1994) Dejó la banda para integrarse a White Heart. Falleció en un accidente de moto el 3 de diciembre de 2000.
- Phil Joel (1998-2018)

Teclados
- Corey Pryor (1988, 1990 – 1993) Dejó el grupo para tocar junto a su esposa en una banda de nombre SoZo.
- Duncan Phillips (1993 - 1997) dejó el teclado para tomar el puesto de baterista.

### Línea de tiempo
| Álbum             | Read   | Wimps  | Boyz   | Ashamed | Public   | Leader       | Disco | Thrive | Adoration | Devotion | Go     | Hands | Born | Dead |
| Vocalista         | James  |        |        |         |          |              |       |        |           |          |        |       | Tait |      |
| Guitarra          | Yates  | Geange | Bishop |         | Davis    |              |       |        |           | Oleson   | Colman |       |      |      |
| Batería           | Furler |        |        |         |          |              |       |        |           |          |        |       |      |      |
| Bajo              | Taylor |        |        |         | Mills    | Joel         |       |        |           |          |        |       |      |      |
| Teclados          |        |        | Pryor  |         | Phillips | Frankenstein |       |        |           |          |        |       |      |      |
| Percusión/Batería |        |        |        |         |          | Phillips     |       |        |           |          |        |       |      |      |

## Discografía
| Álbumes de estudio Era John James - He's Coming Back (1987) Independiente - Read All About It (1988) - Hell Is for Wimps (1990) - Boys Will Be Boyz (1991) - Not Ashamed (1992) - Going Public (1994) - Take Me to Your Leader (1996) Era Peter Furler - Step Up to the Microphone (1998) - Love Liberty Disco (1999) - Thrive (2002) - Adoration: The Worship Album (2003) - Devotion (2004) - Go (2006) - In the Hands of God (2009) Era Michael Tait - Born Again (2010) - God's Not Dead (2011) - Restart (2013) - Hallelujah For The Cross (2014) - Love Riot (2016) - United (2019) - STAND (2021) - Worldwide Revival, Pt. 1 (2024) | EP - Entertaining Angels (1998) con Peter Furler - It Is You (2002) con Peter Furler - Go (2006) con Peter Furler - Born Again (2010) con Michael Tait Álbumes especiales - Christmas! A Newsboys Holiday (2010) con Michael Tait Álbumes remixes - Newsboys Remixed (2002) con Peter Furler - GO Remixed (2007) con Peter Furler Álbumes compilatorios - Shine: The Hits (2000) - 8 Great Hits (2003) - He Reigns: The Worship Collection (2005) - The Greatest Hits (2007) - The Ultimate Collection (2009) - My Newsboys Playlist (2011) - Back 2 Back Hits: Adoration/ Newsboys: Greatest Hits (2011) Álbumes en vivo - Thrive (2002) - Houston We Are GO (2008) - Live In Concert: God's Not Dead (2012) |

## Premios y nominaciones
| Año  | Premio                           | Categoría                                     | Trabajo nominado                                 | Resultado   |
| ---- | -------------------------------- | --------------------------------------------- | ------------------------------------------------ | ----------- |
| 1993 | Premios Grammy                   | Mejor álbum góspel rock/contemporáneo         | Not Ashamed                                      | Nominados   |
| 1995 | Premios Grammy                   | Mejor álbum góspel rock                       | Going Public                                     | Nominados   |
| 1997 | Premios Grammy                   | Mejor álbum góspel rock                       | Take Me To Your Leader                           | Nominados   |
| 2004 | Premios Grammy                   | Mejor álbum góspel pop/contemporáneo          | Adoration: The Worship Album                     | Nominados   |
| 1994 | GMA Dove Awards                  | Video musical versión corta del año           | I Cannot Get You Out of My System                | Nominados   |
| 1995 | GMA Dove Awards                  | Grupo del año                                 | Newsboys                                         | Nominados   |
| 1995 | GMA Dove Awards                  | Álbum rock del año                            | Going Public                                     | Ganadores   |
| 1995 | GMA Dove Awards                  | Canción rock del año                          | «Shine»                                          | Ganadores   |
| 1995 | GMA Dove Awards                  | Video musical versión corta del año           | Shine                                            | Nominados   |
| 1996 | GMA Dove Awards                  | Canción del año                               | «Shine»                                          | Nominados   |
| 1997 | GMA Dove Awards                  | Canción rock del año                          | «God Is Not a Secret»                            | Nominados   |
| 1997 | GMA Dove Awards                  | Empaque musical del año                       | Take Me to Your Leader                           | Ganadores   |
| 1997 | GMA Dove Awards                  | Álbum rock del año                            | Take Me to Your Leader                           | Nominados   |
| 1997 | GMA Dove Awards                  | Video musical versión corta del año           | Take Me to Your Leader                           | Nominados   |
| 1999 | GMA Dove Awards                  | Canción del año                               | «Entertaining Angels»                            | Nominados   |
| 1999 | GMA Dove Awards                  | Grupo del año                                 | Newsboys                                         | Nominados   |
| 1999 | GMA Dove Awards                  | Álbum rock del año                            | Step Up To The Microphone                        | Nominados   |
| 1999 | GMA Dove Awards                  | Video musical versión corta del año           | Entertaining Angels                              | Ganadores   |
| 2000 | GMA Dove Awards                  | Video musical versión larga del año           | One Night In Pennsylvania                        | Nominados   |
| 2001 | GMA Dove Awards                  | Álbum de evento especial del año              | City on a Hill: Songs of Worship and Praise      | Ganadores*  |
| 2001 | GMA Dove Awards                  | Video musical versión corta del año           | Love Liberty Disco                               | Nominados   |
| 2003 | GMA Dove Awards                  | Video musical versión larga del año           | Thrive: Live from the Rock and Roll Hall of Fame | Nominados   |
| 2004 | GMA Dove Awards                  | Grupo del año                                 | Newsboys                                         | Nominados   |
| 2004 | GMA Dove Awards                  | Canción del año                               | «He Reigns»                                      | Nominados   |
| 2004 | GMA Dove Awards                  | Canción de adoración del año                  | «He Reigns»                                      | Nominados   |
| 2004 | GMA Dove Awards                  | Álbum de alabanza y adoración del año         | Adoration: The Worship Album                     | Nominados   |
| 2005 | GMA Dove Awards                  | Álbum de alabanza y adoración del año         | Devotion                                         | Nominados   |
| 2008 | GMA Dove Awards                  | Álbum pop/contemporáneo del año               | GO Remixed                                       | Nominados   |
| 2012 | GMA Dove Awards                  | Canción rock/contemporánea del año            | «Born Again»                                     | Nominados   |
| 2012 | GMA Dove Awards                  | Álbum de evento especial del año              | Music Inspired by "The Story"                    | Ganadores** |
| 2012 | GMA Dove Awards                  | Video musical versión corta del año           | Miracles                                         | Nominados   |
| 2013 | GMA Dove Awards                  | Álbum de evento especial del año              | Jesus, Firm Foundation: Hymns of Worship         | Nominados   |
| 2015 | GMA Dove Awards                  | Canción del año                               | «We Believe»                                     | Nominados   |
| 2015 | GMA Dove Awards                  | Canción pop/contemporánea del año             | «We Believe»                                     | Nominados   |
| 2016 | GMA Dove Awards                  | Álbum pop/contemporáneo del año               | Love Riot                                        | Nominados   |
| 2012 | American Music Awards            | Artista favorito inspiracional contemporáneo  | Newsboys                                         | Nominados   |
| 2014 | American Music Awards            | Artista favorito inspiracional contemporáneo  | Newsboys                                         | Nominados   |
| 2013 | Billboard Music Awards           | Mejor canción cristiana                       | «God's Not Dead (Like A Lion)»                   | Nominados   |
| 2015 | Billboard Music Awards           | Mejor artista cristiano                       | Newsboys                                         | Nominados   |
| 2015 | Billboard Music Awards           | Mejor canción cristiana                       | «We Believe»                                     | Nominados   |
| 2013 | K-LOVE Fan Awards                | Canción del año                               | «God's Not Dead (Like A Lion)»                   | Nominados   |
| 2013 | K-LOVE Fan Awards                | Grupo/dúo del año                             | Newsboys                                         | Nominados   |
| 2013 | K-LOVE Fan Awards                | Artista del año                               | Newsboys                                         | Nominados   |
| 2014 | K-LOVE Fan Awards                | Grupo/dúo del año                             | Newsboys                                         | Ganadores   |
| 2014 | K-LOVE Fan Awards                | Mejor presentación en vivo                    | Newsboys                                         | Nominados   |
| 2015 | K-LOVE Fan Awards                | Grupo/dúo del año                             | Newsboys                                         | Nominados   |
| 2015 | K-LOVE Fan Awards                | Mejor presentación en vivo                    | Newsboys                                         | Nominados   |
| 2015 | K-LOVE Fan Awards                | Canción del año                               | «We Believe»                                     | Ganadores   |
| 2015 | K-LOVE Fan Awards                | Artista del año                               | Newsboys                                         | Nominados   |
| 1999 | Billboard Music Video Awards     | Mejor video de música cristiana contemporánea | Entertaining Angels                              | Ganadores   |
| 2004 | American Christian Music Awards  | Canción grabada del año                       | «He Reigns»                                      | Nominados   |
| 2004 | American Christian Music Awards  | Grupo/dúo sobresaliente (canción)             | «He Reigns»                                      | Nominados   |
| 2003 | ASCAP Christian Music Awards     | Una de las canciones más reproducidas         | «It Is You»                                      | Ganadores   |
| 2003 | ASCAP Christian Music Awards     | Una de las canciones más reproducidas         | «Million Pieces»                                 | Ganadores   |
| 2004 | ASCAP Christian Music Awards     | Canción del año                               | «He Reigns»                                      | Ganadores   |
| 2004 | ASCAP Christian Music Awards     | Una de las canciones más reproducidas         | «He Reigns»                                      | Ganadores   |
| 2004 | ASCAP Christian Music Awards     | Una de las canciones más reproducidas         | «You Are My King»                                | Ganadores   |
| 2005 | ASCAP Christian Music Awards     | Una de las canciones más reproducidas         | «It Is You»                                      | Ganadores   |
| 2005 | ASCAP Christian Music Awards     | Una de las canciones más reproducidas         | «Presence»                                       | Ganadores   |
| 2006 | ASCAP Christian Music Awards     | Una de las canciones más reproducidas         | «Devotion»                                       | Ganadores   |
| 2007 | ASCAP Christian Music Awards     | Una de las canciones más reproducidas         | «I Am Free»                                      | Ganadores   |
| 2013 | ASCAP Christian Music Awards     | Una de las canciones más reproducidas         | «God's Not Dead (Like a Lion)»                   | Ganadores   |
| 2014 | ASCAP Christian Music Awards     | Una de las canciones más reproducidas         | «Your Love Never Fails»                          | Ganadores   |
| 2014 | ASCAP Christian Music Awards     | Una de las canciones más reproducidas         | «Live With Abandon»                              | Ganadores   |
| 2010 | BMI Christian Music Awards       | Una de las canciones más sonadas en la radio  | «In The Hands Of God»                            | Ganadores   |
| 2012 | BMI Christian Music Awards       | Una de las canciones más sonadas en la radio  | «Born Again»                                     | Ganadores   |
| 2015 | BMI Christian Music Awards       | Una de las canciones más sonadas de la radio  | «We Believe»                                     | Ganadores   |
| 2011 | About.com Readers' Choice Awards | Mejor banda de rock cristiano                 | Newsboys                                         | Ganadores   |
| 2011 | About.com Readers' Choice Awards | Mejor banda para ver en concierto             | Newsboys                                         | Ganadores   |
| 2012 | About.com Readers' Choice Awards | Mejor banda de rock cristiano                 | Newsboys                                         | Nominados   |
| 2000 | Premios AMCL                     | Video inglés del año                          | Love Liberty Disco                               | Nominados   |
| 2012 | Premios AMCL                     | Álbum inglés del año                          | God's Not Dead                                   | Nominados   |
| 2012 | Premios AMCL                     | Videoclip inglés del año                      | God's Not Dead                                   | Nominados   |

* Junto a otros artistas, Peter Furler resultó ganador por «Unified».

** La nominación correspondió a Michael Tait, junto a otros artistas.

## Videografía

### Vídeos Musicales
- "Simple Man" (featuring Howard Finster) (1990) (John James) / Hell Is for Wimps
- "One Heart" (1990) (John James) / Boys Will Be Boyz
- "Kingdom Man" (1991) (John James)  / Boys Will Be Boyz
- "Taste and See" (Remix) (1991) (John James)  / Boys Will Be Boyz
- "I Cannot Get You Out of My System" (1992) (Peter Fuler) / Not Ashamed
- "Turn Your Eyes Upon Jesus (Where You Belong)" (1992) (John James & Peter Fuler) / Not Ashamed
- "Dear Shame" (1993) (John James & Peter Fuler) / Not Ashamed
- "I'm Not Ashamed" (1993) (Peter Fuler) / Not Ashamed
- "Shine" (1994) (Peter Fuler) / Going Public
- "Take Me to Your Leader" (1996) (John James, Phil Joel) / Take Me to Your Leader
- "Entertaining Angels" (1998) (Phil Joel, Peter Furler) / Step Up to the Microphone
- "Love Liberty Disco" (1999) (Peter Furler) / Love Liberty Disco
- "Truth Be Known - Everybody Gets a Shot (Live)" (2000) (Peter Furler, Phil Joel, Jody Davis) / Step Up to the Microphone
- "Million Pieces (Kissin' Your Cares Goodbye)" (2002) (Peter Furler) / Thrive
- "In the Belly of the Whale" (2002) (Peter Furler) / Jonah: A VeggieTales Movie (Soundtrack)
- "He Reigns" (2003) (Peter Furler) / Adoration: The Worship Album
- "Something Beautiful" (2006) (Peter Furler) / GO
- "Born Again" (2010) (Michael Tait) / Born Again
- "God's Not Dead (Like a Lion)" (2011) (Michael Tait) / God's Not Dead
- "The League of Incredible Vegetables" (2012) (Michael Tait) / The League of Incredible Vegetables (VeggieTales DVD)
- "Live with Abandon"  (2014) (Michael Tait) / Restart
- "That's How You Change the World"  (2014) (Michael Tait) / Restart
- "We Believe" (2014) (Michael Tait) / Restart
- "Guilty" (2015) (Michael Tait) / God's Not Dead 2 (Movie y Soundtrack)
- "Hero" (2016) (Michael Tait) / Love Riot
- "Crazy" (2016) (Michael Tait) / Love Riot
- "Guilty" (2016) (Michael Tait) / Love Riot
- "Love An Another" (2019) (Michael Tait / Peter Furler) / United
- "Heaven On Earth" (2024) (Michael Tait) / Worldwide Revival, Pt. 1
- "In God We Truth" (2024) (Michael Tait) / Worldwide Revival, Pt. 1
- "How Many Times" (2024) (Michael Tait) / Worldwide Revival, Pt. 1

## Filmografía

### Películas
- God's Not Dead (2014)
- El Poder de la Cruz (2015)
- God's Not Dead 2 (2016)
- God's Not Dead 3: A Light In Darkness (2018)
- God's Not Dead 4: We The People (2021)